# Merck & Co.
, posluje kao Merck Sharp & Dohme, MSD izvan SAD-a i Kanade, je jedna od najvećih farmaceutskih kompanija. Merkovo sedište je Whitehouse Station, Nju Džersi. Kompanija je uspostavljena 1891. kao SAD podružnica Nemačke kompanije danas poznate kao Merk KGaA. Merck & Co. je konfiskovala vlada SAD-a tokom Prvog svetskog rata i naknadno uspostavila kao nezavisnu američku kompaniju. 
Merk je globalna farmaceutska kompanija u čijoj osnovi su naučna istraživanja. Merk se bavi otkrivanjem, razvojem, proizvodnjom i prodajom širokog spektra proizvoda namenjenih poboljšanju ljudskog i životinjskog zdravlja. Merk takođe objavljuje Merk priručnik, serije medicinskih referentnih knjiga za lekare i medicinsko osoblje. 

## Spoljašnje veze
- Merkov priručnik